# Ceratogomphus pictus
Ceratogomphus pictus är en trollsländeart som först beskrevs av Hagen in Selys 1854.  Ceratogomphus pictus ingår i släktet Ceratogomphus och familjen flodtrollsländor. IUCN kategoriserar arten globalt som livskraftig. Inga underarter finns listade i Catalogue of Life.

## Bildgalleri

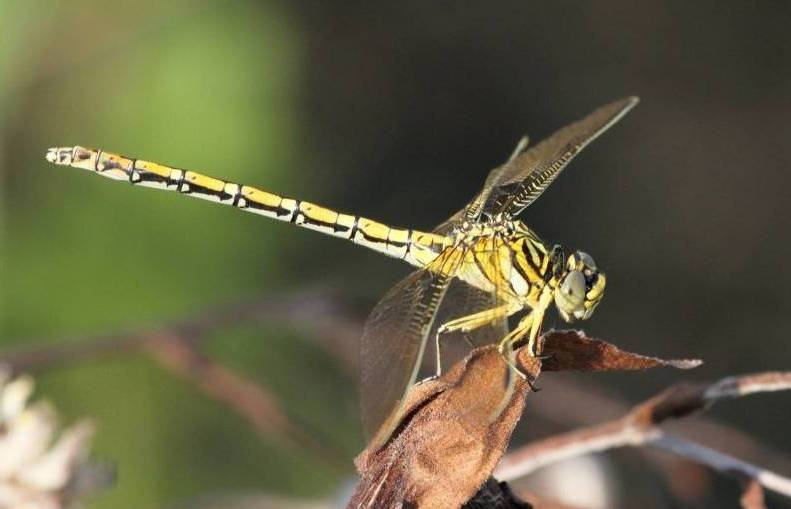
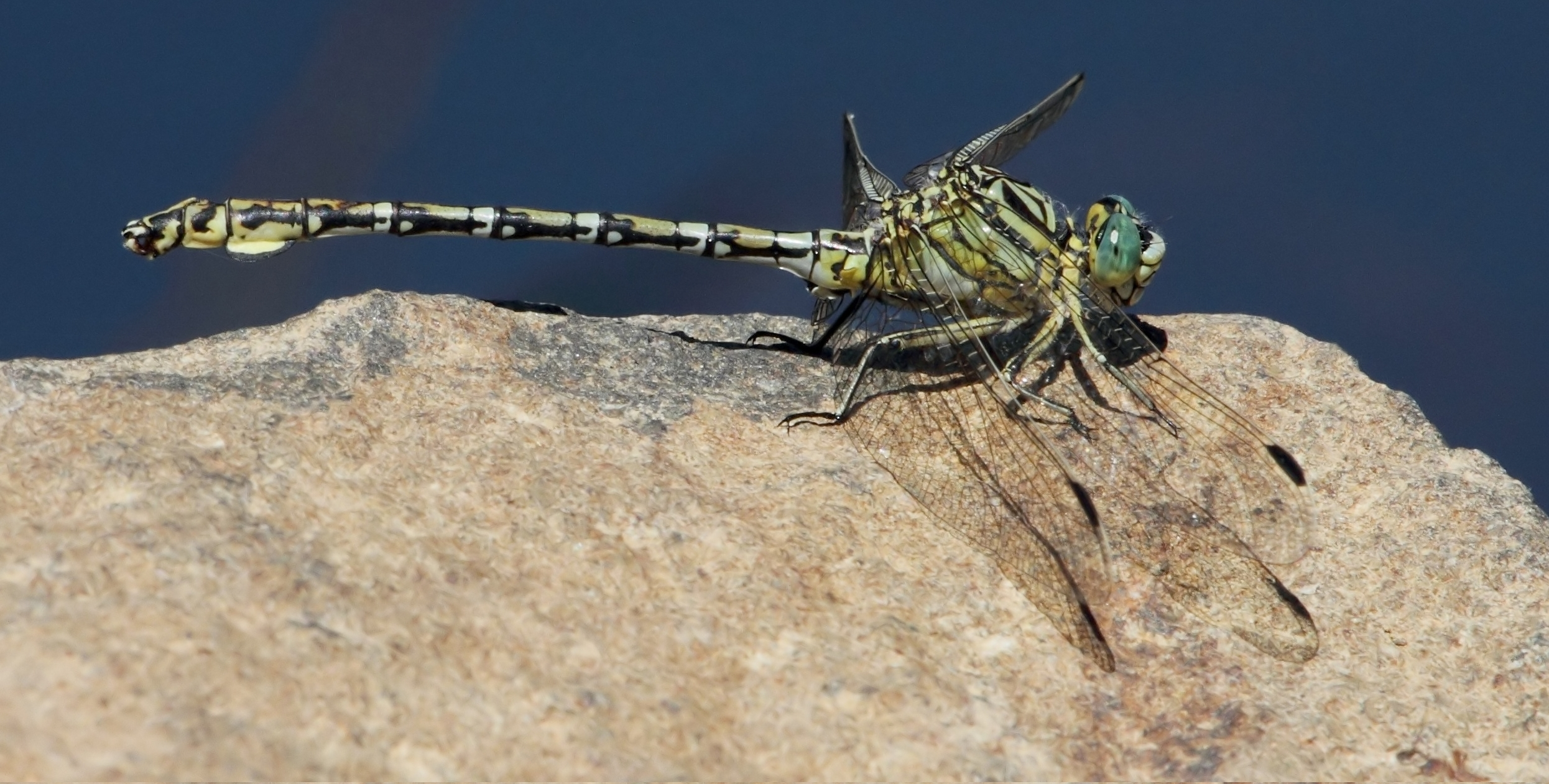